# Skye McCole Bartusiak
Skye McCole Bartusiak (28. september 1992 - 18. juli 2014) var en amerikansk film- og fjernsynsskuespiller.
Bartusiak blev født i Houston, Texas, hvor hun boede sammen med sine forældre Raymond Donald Bartusiak og Helen McCole.[kilde mangler]
Bartusiaks gennembrud kom i 2000, takket være The Patriot, med Mel Gibson i hovedrollen. Hendes følelsesmæssige scener i filmen ledte hende til andre roller, inklusive at hun spillede Marilyn Monroe som lille i mini-tv-serien Blonde. Siden da har hun også haft roller i større film, inklusive Riding in Cars with Boys overfor Drew Barrymore og Don't Say a Word overfor Michael Douglas og Brittany Murphy begge i 2001.
Hun spillede også Charlie McGee som lille i efterfølgeren til Firestarter: Firestarter 2: Rekindled, og fik en stor rolle i tv-serien 24 timer.

## Filmografi
- Kill Your Darlings (2006) som Summer Bangley
- Boogeyman (2005) som Franny Roberts
- Once Not Far from Home (2005) som Den Lille Pige
- Against the Ropes (2004) som Lille Jackie
- Love Comes Softly (2003) som Missie Davis
- The Vest (2003) som Sara
- Beyond the Prairie, Part 2: The True Story of Laura Ingalls Wilder (2002) som Rose Wilder
- Firestarter 2: Rekindled (2002) (TV) som unge Charlie McGee
- Flashpoint (TV) som Lizzie
- The Affair of the Necklace (2001) (slettede scener) som Dove
- Riding in Cars with Boys (2001) som Amelia, 8 år
- Don't Say a Word (2001) som Jessie Conrad
- Blonde som ung Norma Jean
- The Darkling (2000) som Casey Obold
- The Patriot (2000) som Susan Martin
- Witness Protection (1999) som Suzie Batton
- Æblemostreglementet (1999) som Hazel
- Storm of the Century (1999) som Pippa Hatcher
- The Prophet's Game (1999) som Adele Highsmith

## Fjernsyn
- CSI som Susan Lester i episode: "Bite Me" (episode # 6.3) 2005
- Lost som ung Kate (stemme) i episode: "Born to Run" (episode # 1.22) 2005
- House som Mary Carroll i episode: "Kids" (episode # 1.19) 2005
- George Lopez som Lil' Bit i episoderne: "Trouble in Paradise" (episode # 4.8); og "The Simple Life" (episode # 4.7) 2004
- 24 timer som Megan Matheson i episoderne 2.1 til 2.4 og episoderne 2.6 til 2.9 2002/3
- Touched by an Angel som Sarah i episode "The Birthday Present" (episode # 8.3) 2001
- Law & Order: Special Victims Unit som Jennifer i episode: "Legacy" (episode # 2.4) 2000
- Frasier som Pige med Tegning i episode: "The Three Faces of Frasier" (episode # 7.21) 2000
- Providence som Jessie i episode: "Taking a Chance on Love" (episode # 2.20) 2000
- Amys ret som Marcy Noble i episode: "Presumed Innocent" (episode # 1.11) 1999
- JAG som Rachel Sherkston i episode: "Shakedown" (episode # 4.18) 1999